# Relayer
Relayer is een album uit 1974 van de Britse progressieve-rockband Yes. Het is het zevende studioalbum van de groep en het enige dat in onderstaande samenstelling is gemaakt. 

## Inleiding
Na het vertrek van Rick Wakeman na afloop van de tournee van het vorige album Tales from Topographic Oceans zocht Yes een nieuwe toetsenist om de vrijgekomen plek op te vullen. De band koos uiteindelijk de Zwitser Patrick Moraz als vervanger, terwijl de muziek op Relayer al in grote lijnen geschreven was.
Relayer heeft dezelfde opbouw als het album Close to the Edge uit 1972, dat wil zeggen: een lang nummer op kant 1, en twee kortere nummers op de andere zijde van de lp.
Het openingsnummer, "The Gates of Delirium", is een complex muziekstuk dat gekenmerkt wordt door lange improvisaties van elk bandlid, waarbij er regelmatig met opzet tegen elkaar in wordt gespeeld. Samen met de tekstuele inhoud, waarbij er wordt gezongen over de zinloosheid van het voeren van oorlog, is het een van de agressiefste nummers die de band ooit heeft gemaakt.
In het laatste gedeelte wordt de agressiviteit van de vorige 15 minuten vervangen door een kalme melodie, gespeeld door Steve Howe op slidegitaar en waarbij Jon Anderson als het ware bidt voor vrede. Dit gedeelte is begin 1975 als single onder de naam Soon uitgekomen.
"Sound Chaser" is een jazzy, voornamelijk instrumentaal stuk dat nog het meest doet denken aan King Crimson. To Be Over is het vriendelijkste nummer van het album en bevat complexe, melodieuze arrangementen met gitaar en sitar.

## Muziek
1. "The Gates of Delirium" - 21:50
2. "Sound Chaser" - 9:26
3. "To Be Over" - 9:06

## Samenstelling
- Jon Anderson: zang
- Chris Squire: basgitaar, zang
- Steve Howe: gitaar, zang
- Patrick Moraz: piano, synthesizer
- Alan White: drums

## 2020
Steve Howe in 2020 over Relayer. Het zoeken naar een toetsenist was intens. Die moest in de voetsporen kunnen treden van zowel Tony Kaye als van Rick Wakeman. Yes kwam na beluistering van het werk van Mainhorse en Refugee uit bij Patrick Moraz. Alhoewel het werk van Relayer toen al goed in de grondverf stond voegde hij daadwerkelijk iets toe in zijn eigen stijl. Moraz’ maatje Jean Ristori nam de groepsfoto op het album. Opnamen vonden plaats in een geluidsstudio, die Squire thuis aan het inrichten was. De opzet was dat ieders inbreng van gelijke betekenis was (alles werd vermeld onder de afzonderlijke leden). Het probleem was deze muziek op het podium uit te spelen; er waren te veel handjes voor nodig. Sound Chaser en To Be Over werden destijds wel uitgevoerd. In de jaren tien van de 21e eeuw begon Yes onder aanvoering van Howe wel met uitvoeringen van The Gates of Delerium, hetgeen in 2020 uitmondde in een tournee, waarbij Relayer geheel zou worden uitgevoerd. Onder nieuwe technische mogelijkheden zouden Jon Davison (zang),    Steve Howe (gitaar), Billy Sherwood (bas), Geoffrey Downes (toetsen) en Alan White (drums) het avond aan avond ("The album series tour 2020") spelen, maar toen brak de coronapandemie los. Bij het weer op gang komen vn optredens werd alleen The Gates of Delirium gespeeld. Het spelen van het gehele album werd keer op keer uitgesteld ("Relayer Tour 2023"); de hoop was in maart 2023 gevestigd op 2024.